# Bromenhof
Bromenhof ist ein Gemeindeteil des Marktes Grafengehaig im oberfränkischen Landkreis Kulmbach. Bromenhof liegt in der Gemarkung Schlockenau.

## Geografie
Die Einöde liegt am rechten Ufer des Vollaufmühlbachs der Mesethmühle direkt gegenüber. Eine Anliegerstraße führt nach Schlockenau (0,6 km nordwestlich).

## Geschichte
Der Ort wurde im 16. Jahrhundert „Pramenhof“ genannt und bestand damals aus einem Hof. 1733 gab es in „Bramenhof“ 2 Gütlein und 1 Tropfhaus. Gegen Ende des 18. Jahrhunderts bestand Bromenhof aus einem Anwesen. Das Hochgericht übte das bambergische Centamt Marktschorgast aus. Das bambergische Kastenamt Stadtsteinach war Grundherr des Halbhofes.
Mit dem Gemeindeedikt wurde Bromenhof dem 1812 gebildeten Steuerdistrikt Eppenreuth und der im selben Jahr gebildeten Ruralgemeinde Schlockenau zugewiesen. Im Zuge der Gebietsreform in Bayern wurde Bromenhof am 1. Januar 1972 nach Grafengehaig eingegliedert.

### Baudenkmäler
- Haus Nr. 1: Türgewände

### Einwohnerentwicklung
| Jahr      | 001818 | 001819 | 001861 | 001871 | 001885 | 001900 | 001925 | 001950 | 001961 | 001970 | 001987 |
| Einwohner |        | *      | 5      | 4      | 6      | 4      | 4      | 6      | 3      | 4      | 5      |
| Häuser    | 1      |        |        |        | 1      | 1      | 1      | 1      | 1      |        | 1      |
| Quelle    | [ 7 ]  | [ 10 ] | [ 11 ] | [ 12 ] | [ 13 ] | [ 14 ] | [ 15 ] | [ 16 ] | [ 17 ] | [ 18 ] | [ 1 ]  |

## Religion
Bromenhof ist seit der Reformation evangelisch-lutherisch geprägt und bis heute nach Zum Heiligen Geist (Grafengehaig) gepfarrt.